# Acacia borneensis
Acacia borneensis é uma espécie de leguminosa do gênero Acacia, pertencente à família Fabaceae.